# Lichynia
Lichynia (niem. Lichinia)– wieś w Polsce położona w województwie opolskim, w powiecie strzeleckim, w gminie Leśnica. W latach 1975–1998 miejscowość położona była w województwie opolskim. Wieś Lichynia leży na wschód od Leśnicy. 

## Historia
Po raz pierwszy Lichynia wzmiankowana jest w 1223 roku jako „Lichan”. W 1410 roku książę opolski Bolko IV prowadził spór ze swoim bratem Bernarden o zboże z Lichyni, Zalesia Śląskiego i Leśnicy Opolskiej. Chłopi z Lichyni byli zobowiązani w tych czasach w ramach pańszczyzny do robocizny na rzecz folwarku w Zalesiu W 1455 roku wieś została wymieniona jako „Lichinya”, a w 1534 roku jako „Lichina”. Późniejsze dzieje Lichyni związane są z pobliskimi Sławięcicami. Spis dóbr sławięcickich z 1576 roku wymieniał wioskę „Lichinię”. Wspomniane dobra wielokrotnie zmieniały właścicieli.  
Od końca XVIII w. wieś posiadała własną pieczęć gminną, na której wizerunku widniał świerk, za nim skrzyżowane grabie i kosa. 
W 1782 roku Lichynia przeszła w ręce rodziny Hohenlohe, która władała na tym terenie do 1945 roku. W 1817 roku w Lichyni istniała szkoła dla tutejszych dzieci. W 1843 roku wymieniony został w tej miejscowości: młyn wodny, wapiennik i cegielnia. 

### XX wiek
W 1910 r. 665 mieszkańców mówiło w języku polskim, 1 w językach polskim i niemieckim, natomiast 26 osób wyłącznie w języku niemieckim. W wyborach komunalnych z listopada 1919 r. lista polska zdobyła 9 na 15 mandatów. Podczas plebiscytu uprawnionych do głosowania było 440 osób (w tym 53 emigrantów). Za Polską głosowało 171 osób, za Niemcami – 262. W 1921 r. mieszkańcy założyli tu oddział Towarzystwa Gimnastycznego „Sokół”.
W czasie III powstania śląskiego Lichynia była miejscem ciężkich walk. Została zdobyta 23 maja 1921 r. przez 1 pułk katowicki Walentego Fojkisa. 2 czerwca wieś została zajęta przez Niemców, którzy wymordowali kilkunastu jeńców. Przez kolejne dwa dni o Lichynię toczyły się ciężkie boje, w których ostatecznie zwyciężyli Niemcy i zdobyli wieś 4 czerwca. Otworzyło im to możliwość ataku na Sławięcice.
W latach 1936–1945 miejscowość nosiła nadaną przez nazistów nazwę Lichtenforst. Na północ w odległości 1 km – przysiółek Granica, w jego sąsiedztwie dwa rezerwaty przyrody – Grafik i Boże Oko.
Dla upamiętnienia wydarzeń z III powstania śląskiego, w Lichyni znajduje się mogiła powstańców śląskich.

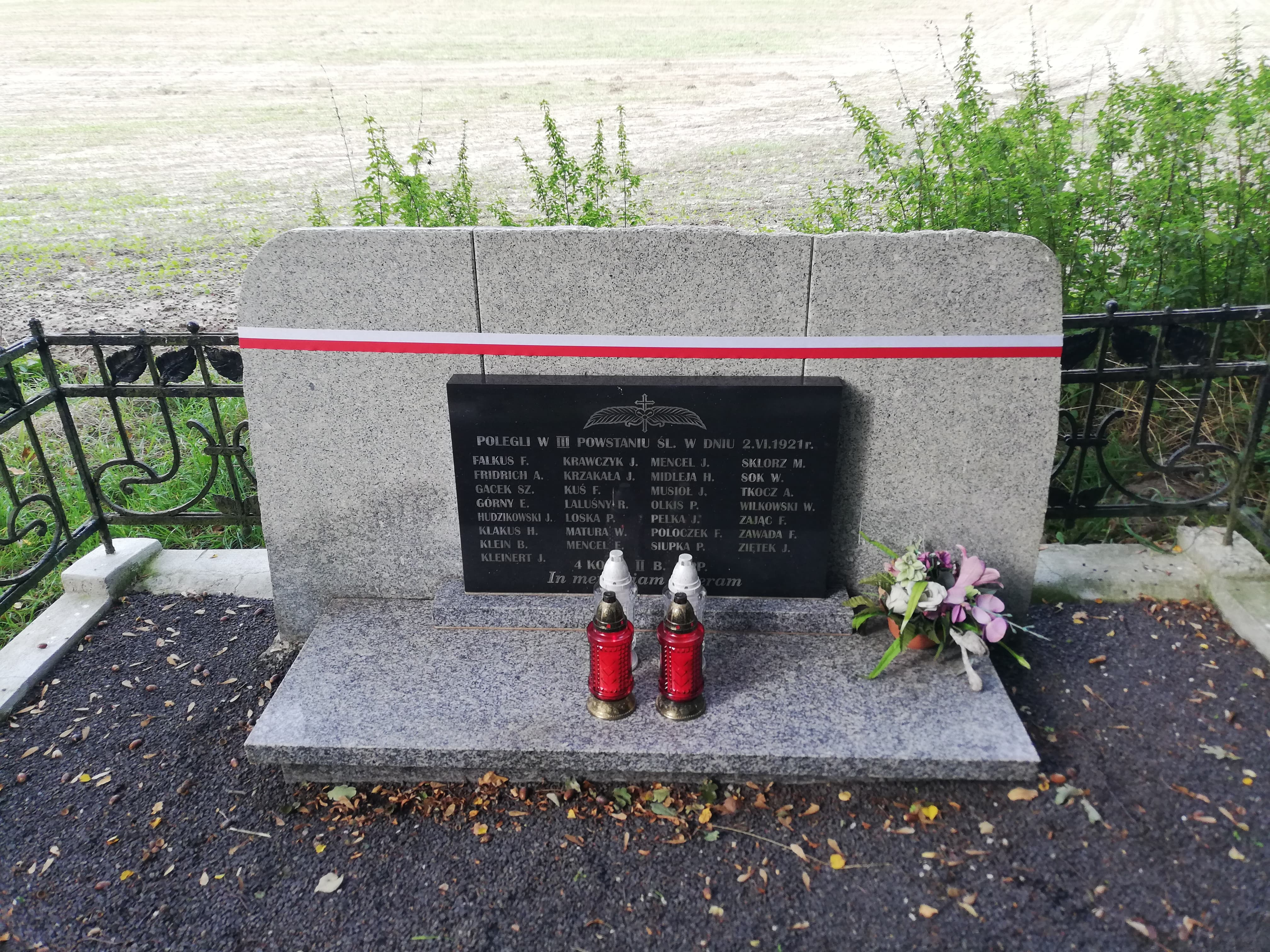
Mogiła powstańców śląskich zamordowanych w Lichyni

## Rozwój liczby mieszkańców Lichyni
1783: 141

1817: 296

1861: 728

1910: 692

1939: 663

1996: 468